# فرد كولمان
فرد كولمان (بالإنجليزية: Fred Coleman)‏ هو لاعب كرة قدم أمريكية أمريكي، ولد في 31 يناير 1975 في تايلر في الولايات المتحدة.

## وصلات خارجية
- فرد كولمان على موقع مرجع كرة القدم المحترفة.كوم (الإنجليزية)